# St. Servatius und Dorothea (Müllenbach)

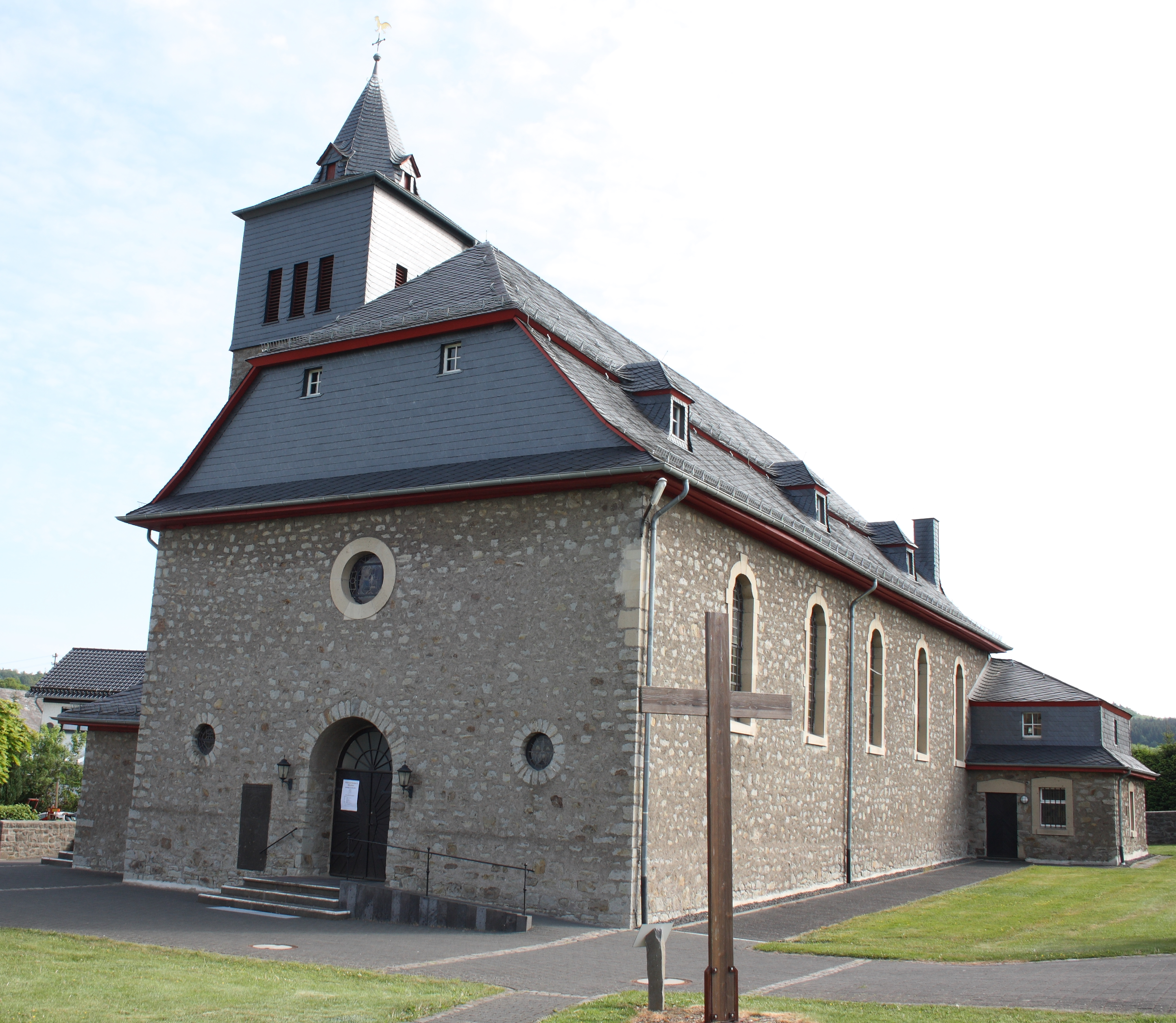
Kirche St. Servatius und Dorothea in Müllenbach

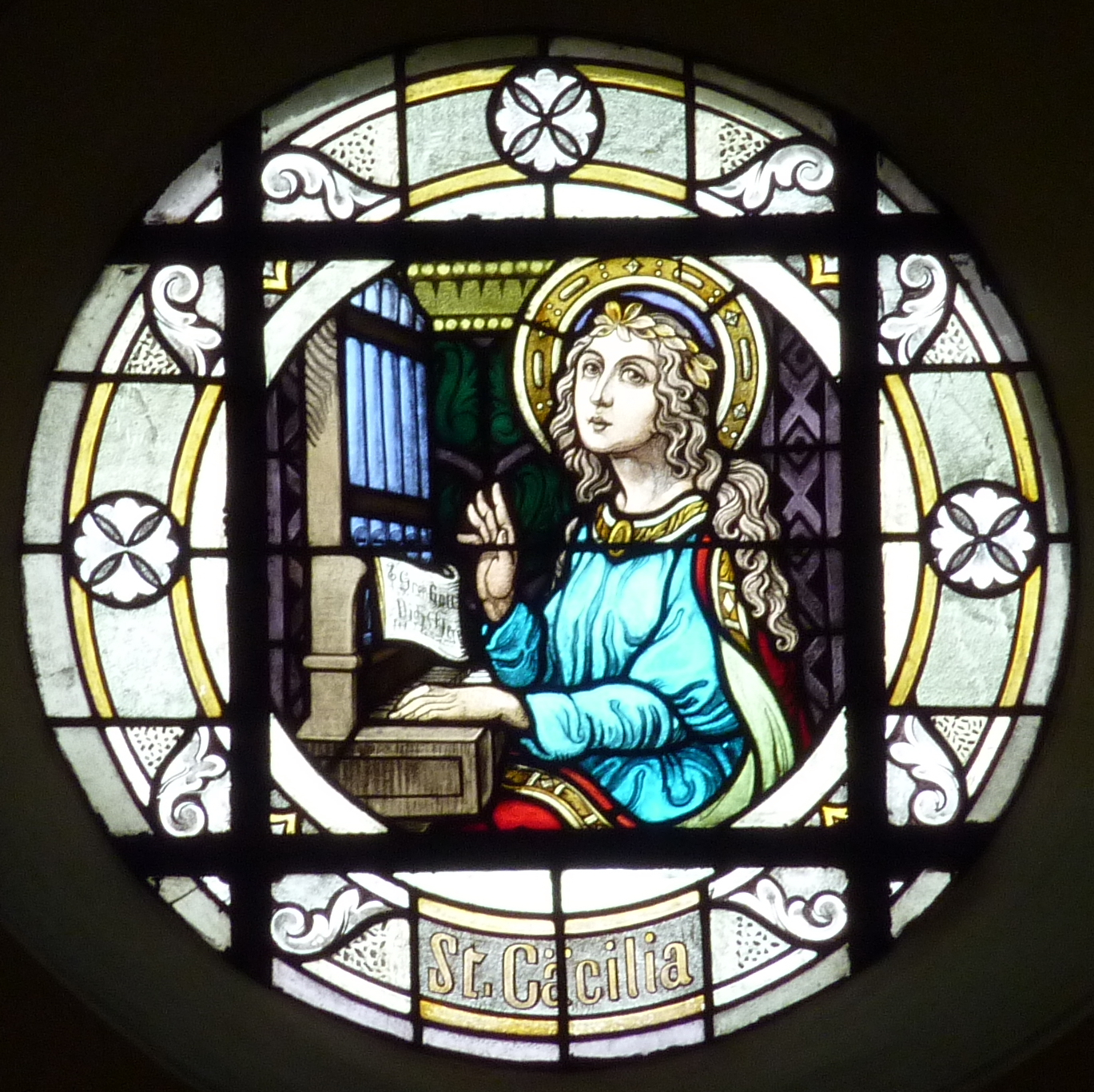
Fenster mit Darstellung der heiligen Cäcilia an der Orgel

Die katholische Pfarrkirche St. Servatius und Dorothea in Müllenbach, einer Ortsgemeinde im Landkreis Ahrweiler in Rheinland-Pfalz, wurde 1923/24 errichtet. Das an der Kirchstraße stehende Bauwerk ist ein geschütztes Kulturdenkmal.

## Geschichte
Der Vorgängerbau vermutlich aus dem 17. Jahrhundert war für die wachsende Bevölkerungszahl zu klein geworden und wurde deshalb durch einen Neubau ersetzt. Die heute noch vorhandene ehemalige Kapelle Servatius und Dorothea diente lange Zeit als Theaterraum und dient bis heute als Jugendheim. 

## Beschreibung
Die dem heiligen Servatius und der heiligen Dorothea geweihte Kirche ist ein unverputzter Bruchsteinbau mit fünf Achsen. Der neubarocke Saalbau mit Krüppelwalmdach wurde am 6. September 1928 durch den Trierer Bischof Franz Rudolf Bornewasser konsekriert. Die letzte umfassende Renovierung fand 1993/1994 statt.

## Orgel
Im Jahr 1952 baute das Orgelbauunternehmen Ernst Seifert aus Bergisch Gladbach eine neue Orgel ein.

## Bleiglasfenster
Die Bleiglasfenster wurden von der Glasmalerei H. Maier in Bad Neuenahr eingebaut. Teils sind es ornamentale Fenster, die anderen stellen die heilige Dorothea, den heiligen Servatius, die heilige Dreifaltigkeit und die heilige Cäcilia dar. Ein Tondo erinnert als Kriegsfenster an die Gefallenen des Ersten Weltkrieges, ein anderes im Beichtraum erinnert an die Taufe und das Taufgedächtnis.